# Running Mate

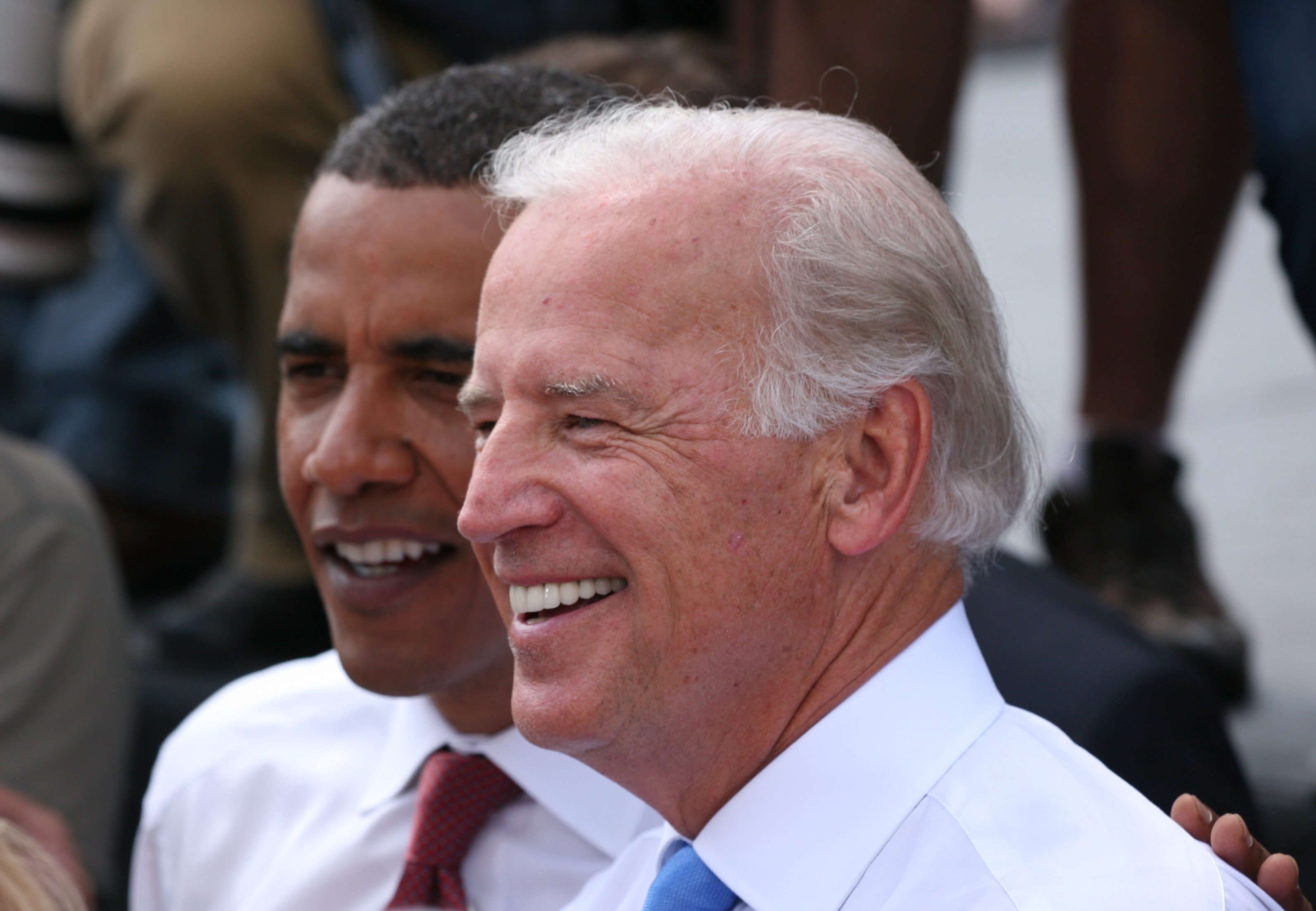
Der demokratische Präsidentschaftskandidat Barack Obama stellte im Juli 2008 Joe Biden (vorne) als seinen Running Mate vor.

Als Running Mate (engl., etwa kandidierender Partner) wird in den Vereinigten Staaten und anderen englischsprachigen Ländern eine Person bezeichnet, die als Kandidat für ein Stellvertreteramt bei einer Wahl für ein hohes Staatsamt an der Seite des eigentlichen Kandidaten kandidiert. 
Der Begriff wird in erster Linie für den Kandidaten für das Amt des Vizepräsidenten der Vereinigten Staaten verwendet, der als Running Mate des Präsidentschaftskandidaten bezeichnet wird. Auf der Ebene der Bundesstaaten wird auch ein Anwärter für das Amt des Vizegouverneurs häufig Running Mate genannt. Voraussetzung dafür ist allerdings, dass Gouverneur und Vizegouverneur gemeinsam gewählt werden und nicht unabhängig voneinander, wie es manche Staaten praktizieren.